# 八王子市立柏木小学校
八王子市立柏木小学校（はちおうじしりつ かしわぎしょうがっこう）は、東京都八王子市南大沢三丁目にある市立小学校。ことばの教室が併設されている。

## 概要
当校は多摩ニュータウンの中央にあって、閑静な住宅街にある。校名は、柏の木のように大きく豊かに育ち、世界に飛び立てという願いを込めて「柏木」の名を冠したのが由来である。敷地内には柏の木が植えられている。

### 学級規模
- 生徒数は1学年43名、2学年31名、3学年38名、4学年46名、5学年51名、6学年38名 合計247名（2022年4月5日現在）[学 2]
- 学級数は1学年2、2学年1、3学年2、4学年2、5学年2、6学年1 合計10（2022年4月5日現在）[学 2]
- 教員数は20人、職員３人[1]

### 小中一貫教育
都道で囲まれるブロックにある南大沢中学校、南大沢小学校との三校の連携を大切にし、地域の学校としての役割をになっている。

### ことばの教室
ことばの教室は、中山中学校校区以南の小学校に在籍、または就学予定のお子さん(小学生)を対象とし、ことばについてお悩みのお子さんや保護者の方、学校の先生のための相談・支援を行う教育機関である。柏木小学校に併設されている。なお、柏木小学校の他、 第四小学校、上壱分方小学校、いずみの森義務教育学校に併設されている。
相談内容は次の通りである。
- ことばの遅れ
- 発音の誤り
- 吃音(きつおん)

## 通学区域
- - 南大沢1丁目9番の1号、13番-
  - 南大沢2丁目（全域）
  - 南大沢3丁目（全域）

## 沿革
- 1983年（昭和58年）
  - 1月31日 - 鉄筋4階建校舎と体育館が完成。
  - 2月1日 - 教育センターに開設準備室を設置。
  - 4月1日 - 開校。
  - 4月6日 - 最初の始業式挙行。開校時点の児童数565名、職員29名、学級数15学級。
  - 11月2日 - 開校記念式典挙行。校旗（校章）・校歌完成。
- 1984年（昭和59年）9月29日 - 飼育小屋完成。
- 1986年（昭和61年）3月19日 - 庭園完成。
- 1987年（昭和62年）
  - 2月28日 - 増築4教室完成。
  - 11月2日 - 開校5周年記念式典挙行し、航空写真撮影実施。
- 1988年（昭和63年）8月31日 - 通学用南階段完成。
- 1993年平成5年4月30日 - 飼育小屋改築工事完了。
- 1996年（平成8年）8月31日 - 一輪車置場完成。
- 1997年（平成9年）8月31日 - パソコン室完成。
- 1999年（平成11年）12月20日 - 体育館屋根改修。
- 2001年（平成13年）3月8日 - 調べ学習室完成。
- 2002年（平成14年）
  - 8月31日 - 教室扉ガラス改修。
  - 11月15日 - 開校20周年記念式典挙行し、航空写真撮影実施。
- 2003年（平成15年）4月1日 - ことばの教室開級。
- 2004年（平成16年）9月30日 - 校庭改修工事完了。
- 2005年（平成17年）
  - 2月27日 - プール土台改修とフェンス設置工事が完了。
  - 4月1日 - きこえの教室開級。
- 2007年（平成19年）
  - 2月3日 - 職員室・保健室・事務室のパソコンLAN工事完了。
  - 3月15日 - 音楽室のエアコン工事完了。
- 2008年（平成20年）2月15日 - 渡り廊下とプールの塗装完成。
- 2011年（平成23年）
  - 4月6日 - 柏木スタンダード発表。
  - 4月16日 - 学校運営協議会設置し、地域運営学校となる。
  - 6月29日 - 田んぼ・観察池改修工事。
  - 11月16日 - この日と翌日の2日間、1・2階廊下壁塗り実施。
- 2012年（平成24年）
  - 1月20日 - 各教室に空調設備（エアコン）設置完了。
  - 3月9日 - 体育館電話配線工事。
  - 3月14日 - おはようコミュニケーションデー開始。
  - 7月23日 - この日から27日まで、3・4階廊下壁塗り実施。
  - 10月26日 - パルテノン多摩にて、南大沢中学校と合同で、30周年記念式典挙行。
- 2013年（平成25年）8月3日 - この日から6日まで、2階廊下改修工事実施。
- 2016年（平成28年）10月7日 - 太陽光パネル設置。
- 2017年（平成29年）12月6日 - 開校35周年記念航空写真撮影実施。
- 2018年（平成30年）4月1日 - 特別支援教室開始。
- 2020年（令和2年）3月31日 - きこえの学級閉級。

。
- 2021年（令和3年）1月19日 - タブレットを全員に配布。
- 2022年（令和4年）
  - 1月14日 - 校舎・体育館外壁塗装と屋上防水工事完了。
  - 11月2日 - 40周年記念式典挙行。
  - 11月4日 - 40周年お誕生日集会開催。
- 2023年（令和5年）3月7日 - 東側トイレ改修工事完了。

## 教育方針
- つたえあう（表現力、コミュニケーション力）
- わかりあう（学び合い、認め合う心、同苦する心）
- きたえあう（心、体、頭をバランスよく）

## 進学中学校
- 八王子市立南大沢中学校

## 周辺
- 清水入緑地 - 校地東側で、一部敷地が隣接。
- 八王子市地域子ども家庭支援センター南大沢
- 八王子市南大沢会館
- 社会福祉法人花窓堂由木あすなろ保育園 - 進学前保育園のひとつ
- 八王子市立南大沢中学校
- このほか、グリーンコープ南大沢や都営南大沢団地等のマンション・アパートが点在するほか、清水入緑地以外の緑地・公園も点在する。

## 交通アクセス
- 京王電鉄相模原線南大沢駅から 徒歩8分[2]。